# Phytoseius tenuiformis
Phytoseius tenuiformis är en spindeldjursart som beskrevs av Ehara 1978. Phytoseius tenuiformis ingår i släktet Phytoseius och familjen Phytoseiidae. Inga underarter finns listade i Catalogue of Life.